# 薛能
薛能（817年？—880年），字太拙，蒲州汾阴县（今山西省运城市万荣县）人，唐朝官员、诗人。

## 生平
約生於元和十二年（817年）。會昌六年（846年）登狄慎思榜進士，任盩厔县尉。李福任滑州節度使時，任薛能為觀察判官。後歷官御史、都官、刑部員外郎等，又隨李福遷官西蜀。咸通年間中，代理嘉州刺史，又先後遷任主客、度支、刑部郎中、同州刺史、京兆大尹等職。咸通十二年（871年），路岩被貶為劍南西川節度使。路岩出城時，路人紛紛向他投擲瓦礫。薛能是路岩在相位时所拔擢，路岩告訴薛能道：“临行，烦以瓦砾相饯！”薛能举笏答称：“向来宰相出任，京兆府无发兵防卫先例。”路岩感到惭愧。
出任感化軍節度使，後入朝授工部尚書。又出任徐州節度使、忠武節度使。廣明元年（880年）九月，麾下周岌叛亂，自稱留後，逐节度使薛能。薛能想奔襄阳，乱兵追杀之，全家被殺。
詩風仿效陶潛，又常以李白自許，《全唐詩》錄有其作《牡丹四首》。洪迈评论说：“薛能者，晚唐诗人，格调不高而妄自尊大。”

## 评价
- 《北梦琐言》：至如越州崔璆、湖南崔瑾、福建韦岫、郓州蔡崇（应为薛崇）、徐方支详、许昌薛能、河中李都窦潏、凤翔徐彦若，狼狈恐惧，求免不暇。